# Bataille de Coronée (394 av. J.-C.)
Pour les articles homonymes, voir Bataille de Coronée.
Guerre de Corinthe
Batailles
- Haliarte
- Némée
- Cnide
- Coronée
- Léchaion

La bataille de Coronée opposa Sparte à Thèbes, Argos et leurs alliés en 394 av. J.-C.. Elle se déroula peu après la bataille de Cnide et se termina par la victoire des spartiates dirigés par leur roi Agésilas II. Son déroulement est connu grâce à l'œuvre de Xénophon qui y participa dans le camp lacédémonien.

## Sources
- Xénophon, Helléniques [lire en ligne] (IV, 3, 10-23)
- Agésilas, chap. II